# 1822 Waterman
Waterman (asteróide 1822) é um asteróide da cintura principal, a 1,8381261 UA. Possui uma excentricidade de 0,1529459 e um período orbital de 1 167,58 dias (3,2 anos).
Waterman tem uma velocidade orbital média de 20,21904564 km/s e uma inclinação de 0,95368º.
Esse asteróide foi descoberto em 25 de Julho de 1950 por Goethe Link Obs..